# Roscoe C. Patterson

Roscoe C. Patterson

Roscoe Conkling Patterson, född 15 september 1876 i Springfield, Missouri, död 22 oktober 1954 i Springfield, Missouri, var en amerikansk republikansk politiker. Han representerade delstaten Missouri i båda kamrarna av USA:s kongress, först i representanthuset 1921-1923 och sedan i senaten 1929-1935.
Patterson fick sitt namn efter Roscoe Conkling. Han gick i skola i Springfield och studerade vid University of Missouri. Han avlade sedan 1897 juristexamen vid Washington University in St. Louis. Han var åklagare i Greene County 1903-1907.
Patterson besegrade sittande kongressledamoten Samuel C. Major i kongressvalet 1920. Han kandiderade två år senare utan framgång till omval. Han var republikansk elektor i presidentvalet i USA 1924. Han arbetade sedan som distriktsåklagare 1925-1929.
Patterson efterträdde 1929 James A. Reed som senator för Missouri. Han kandiderade till omval efter en mandatperiod i senaten men besegrades av demokraten Harry S. Truman. Efter sin tid i senaten arbetade han som advokat i Springfield.
Patterson var metodist. Hans grav finns på Maple Park Cemetery i Springfield.